# Модель Чена
В финансовой математике модель Чена — это математическая модель, описывающая эволюцию процентной ставки. Она принадлежит к классу «трёхфакторных моделей» (диффузионных моделей), так как описывает движения процентной ставки, управляемые тремя источниками рыночных рисков. Эта модель была первой моделью со стохастическим средним и стохастической волатильностью и была опубликована в 1994 году экономистом Лин Ченом, доктором Гарварда, бывшим экономистом совета управляющих Федеральной резервной системы США.
Динамика мгновенной процентной ставки описывается стохастическими дифференциальными уравнениями:
{\displaystyle dr_{t}=(\theta _{t}-\alpha _{t})\,dt+{\sqrt {r_{t}}}\,\sigma _{t}\,dW_{t},}
{\displaystyle d\alpha _{t}=(\zeta _{t}-\alpha _{t})\,dt+{\sqrt {\alpha _{t}}}\,\sigma _{t}\,dW_{t},}
{\displaystyle d\sigma _{t}=(\beta _{t}-\sigma _{t})\,dt+{\sqrt {\sigma _{t}}}\,\eta _{t}\,dW_{t}.}
В авторитетном журнале о современных финансах Continuous-Time Methods in Finance: A Review and an Assessment, модель Чена входит в список наиболее важных моделей временной структуры процентной ставки.